# Cantón de Ouzouer-sur-Loire
El cantón de Ouzouer-sur-Loire era una división administrativa francesa, que estaba situada en el departamento de Loiret y la región de Centro-Valle de Loira.

## Composición
El cantón estaba formado por seis comunas:
- Bonnée
- Bray-en-Val
- Dampierre-en-Burly
- Les Bordes
- Ouzouer-sur-Loire
- Saint-Benoît-sur-Loire

## Supresión del cantón de Ouzouer-sur-Loire
En aplicación del Decreto n.º 2014-244 de 25 de febrero de 2014, el cantón de Ouzouer-sur-Loire fue suprimido el 22 de marzo de 2015 y sus 6 comunas pasaron a formar parte del nuevo cantón de Sully-sur-Loire.